# 荒井正吾
荒井 正吾（あらい しょうご、1945年〈昭和20年〉1月18日 - ）は、日本の政治家、運輸官僚。勲等は旭日大綬章。
海上保安庁長官（第36代）、参議院議員（1期）、外務大臣政務官（第1次小泉第2次改造内閣・第2次小泉内閣）、参議院文教科学委員長、奈良県知事（公選第17・18・19・20代）を歴任した。

## 来歴
大阪府八尾市に生まれ、奈良県大和郡山市で育つ。奈良女子大学附属高等学校、東京大学法学部卒業。大学在学中に国家公務員採用上級甲種試験（法律）に合格し、1968年に運輸省（現・国土交通省）に入省した。本省勤務の他、OECD日本政府代表部への出向も経験。また、シラキューズ大学マックスウェル行政大学院へ留学し、MPAを取得。1999年、海上保安庁長官に就任し、2001年に退官するまで務めた。

2001年7月、第19回参議院議員通常選挙に自由民主党公認で奈良県選挙区から出馬し、民主党公認の元衆議院議員、前田武志を破り初当選した。2003年、第1次小泉第2次改造内閣で外務大臣政務官に任命され、第2次小泉内閣まで務める。2005年8月8日の郵政民営化法案の参議院本会議における採決では、党の賛成方針に反して退席し、投票を棄権したため、党から戒告処分を受けた。
2006年、参議院文教科学委員長に就任。

### 2007年奈良県知事選挙
2007年3月5日、同年4月の奈良県知事選挙に出馬するため、扇千景参議院議長に辞職願を提出し、9日の参議院本会議で辞職が許可された。4月8日投開票の奈良県知事選挙では自民・公明両党の推薦や、引退する柿本善也知事の支援を受けて出馬し、日本共産党の推薦を受ける前生駒市議会議員を破り、当選した。

### 2011年奈良県知事選挙
2011年の奈良県知事選挙では、前年10月に再選出馬を表明していた荒井の圧勝が有力視されていたが、奈良県医師会長の塩見俊次が「関西広域連合への参加」を掲げて無所属での出馬を表明し、関西広域連合への参加を拒否する荒井県政を批判していた大阪府知事（当時）の橋下徹が塩見への支持を表明。選挙戦で荒井は「職員は増え、予算にも無駄が出る」「奈良は近隣府県から自立しなければいけない」等、引き続き関西広域連合への不参加を強調したのに対し、告示日のわずか2日前に出馬を表明し、関西広域連合への参加を掲げる塩見が荒井を猛追し、生駒市では塩見が荒井の得票数を上回り、奈良市でも約3千票差、全体では約7万票差まで詰め寄られるも、組織票を手堅く固めた荒井が再選された。

### 2015年奈良県知事選挙
2014年12月4日、奈良県議会本会議で翌2015年の奈良県知事選挙に3選を目指して出馬する意向を表明した。出馬表明後も、記者会見で関西広域連合への参加にはなおも否定的な見解を示していたが、2015年1月、生駒市長の山下真が関西広域連合への参加を掲げて知事選への出馬を表明。選挙戦では、関西広域連合長である井戸敏三兵庫県知事も荒井への支持を表明し、不参加に理解を示す一方、荒井自身がこれまでの主張を一変させ、防災や観光等の分野に限定した関西広域連合への「部分的参加」を表明。
4月12日、投開票。生駒市長を辞職して立候補した山下に約5万5千票差まで迫られるも、前回同様に自民・公明両党の支持層を中心に組織票を手堅く固め、3人の新人候補を下して3選。当選後の4月14日、記者会見で改めて関西広域連合への部分的参加を表明し、加入に向けた手続きを進める方針を示した。
同年7月23日、関西広域連合委員会に奈良県の奥田喜則副知事が出席し、防災、観光・文化振興の2分野に限った部分的参加を正式に表明。

### 2019年奈良県知事選挙
2019年4月7日投開票の知事選では、元参議院議員の前川清成らを破って4選を果たした。全国で広瀬勝貞大分県知事に次いで2番目に高齢の知事となっていた。

### 2023年奈良県知事選挙
2022年10月22日から23日にかけて、自民党本部は次期知事選挙に関する世論調査を実施。「荒井知事・維新候補・共産党候補」から選ぶ3択の調査で、日本維新の会は候補者未定でも荒井に2桁台のリードという結果が出た。
広瀬勝貞大分県知事が2023年4月の任期満了で引退を表明したことから、最高齢知事になることとなった。
自民党奈良県連会長の高市早苗の主張するところによれば、県選出の同党国会議員は世論調査結果を踏まえた話し合いをし、荒井に勇退を進言することを決定。県議会議長の岩田国夫は荒井と面会し、この旨を伝えるが、荒井は応じなかったとされる。荒井の主張するところによれば、同年11月、自民党の森山裕選対委員長と電話で話した際に「出馬した方がいいと思う」と言われたという。12月末、荒井は党本部に二階俊博元自由民主党幹事長を訪ね、二階は「がんばれ」と出馬を促した。
2023年1月4日、荒井は年頭記者会見で5選出馬を表明。1月15日、自民党奈良県連は元総務官僚の平木省の推薦を決定した。2月23日、立憲民主党奈良県連は平木の支持を決定した。2月28日、国民民主党奈良県連は荒井の推薦を決定した。
同年4月9日、奈良県知事選挙執行。投票締め切りの20時直後にNHK、産経新聞などは日本維新の会公認の山下真の当選確実を報じた。
荒井は3番目の得票数で落選。2023年4月28日から5月2日までの5日間だけ全国最高齢知事となったものの、任期満了を持って引退。現職の知事はすべて戦後生まれとなった。
2025年（令和7年）春の叙勲で旭日大綬章を受章した。

## 政策・主張

### 関西広域連合
2015年7月23日に部分的参加を表明するまでは、奈良県は大阪府・兵庫県・京都府・滋賀県・和歌山県・徳島県・鳥取県の2府5県による、救急医療や防災等の分野で府県の枠組みを超えて連携・協力し、地方分権の受け皿を作る目的で2010年12月に設置された特別地方公共団体である関西広域連合に、関西圏の府県で唯一、不参加を表明していた。奈良県知事である荒井は、奈良が大阪府の一部に編入されていた明治時代の一時期を挙げて「当時は奈良には議席数も少なく、小学校を作るのも大変だった」「住民の意向から離れた集権的組織で、地方分権に逆行する懸念がある」等、関西広域連合をはじめ、道州制も含めた府県の枠組みを超えた連携を繰り返し批判し、広域連合長の井戸敏三兵庫県知事や、2011年から全国知事会会長を務める山田啓二京都府知事から説得されても、不参加の立場を一貫して崩さなかった。
2008年に大阪府知事に就任した橋下徹は、関西広域連合への参加を拒否する奈良県をたびたび批判し、2011年2月24日には駅の設置箇所やルートを巡って議論が続いているリニア中央新幹線の名古屋・大阪間について、奈良県が参加を拒否し続ける場合はリニアの路線計画を変更し、駅は奈良県内ではなく京都府内への設置を国に働きかける考えを表明。これに対し、荒井はリニア新幹線駅のルートや駅の設置箇所は運輸省時代に既に決定されており、地方公共団体である関西広域連合の動きに不快感を示した。
その後も一貫して不参加を主張していたが、2015年の奈良県知事選挙に際して、生駒市長の山下真が関西広域連合への参加を掲げて出馬したのに対し、荒井は従来の主張を一変させ、一転して「部分的参加」を表明したが、2016年4月にはリニア中央新幹線の停車駅誘致をめぐり「京都や関西広域連合とは絶対に仲良くしてはダメ」と発言している。

### その他
- 新型コロナウイルスの対応に関しては仲川げん奈良市長や生駒市長などがまん延防止等重点措置や緊急事態宣言を県に要請するよう求める中[35]、奈良県では飲食店に時短要請しても効果がないとして、適用要請をしない方針を示した[36]。
- 2023年2月24日、荒井は県議会本会議で、県内市町村が2024年8月から小・中学生の医療費助成に現物給付方式を導入することに伴い、生じる費用増額分について県が2分の1を負担する方針を明らかにした。知事選挙告示の1か月前の発言であり、事実上の選挙公約とされる[37]。

## 年譜
- 1945年1月18日 - 大阪府八尾市にて出生
- 1963年3月 - 奈良女子大学附属高等学校卒業
- 1967年 - 国家公務員採用上級甲種試験（法律）合格
- 1968年3月 -東京大学法学部卒業
  - 4月 - 運輸省入省
- 1972年6月 - シラキューズ大学マックスウェル行政大学院修了
- 1979年9月 - 運輸省海運局外航課同盟憲章企画室長
- 1986年6月 - 運輸省大臣官房文書課広報室長
- 1987年10月 - 運輸省大臣官房国有鉄道改革推進部日本鉄道建設公団・本州四国連絡橋公団監理官
- 1989年7月 - 運輸省航空局監理部航空事業課長
- 1991年6月 - 運輸省航空局監理部総務課長
- 1992年6月 - 運輸省大臣官房文書課長
- 1993年6月 - 運輸省運輸政策局観光部長
- 1995年6月 - 運輸省大臣官房審議官
- 1996年6月 - 運輸省鉄道局次長
- 1997年6月 - 運輸省自動車交通局長
- 1999年7月13日 - 海上保安庁長官
- 2001年1月5日 - 退官
  - 7月29日 - 第19回参議院議員通常選挙に自由民主党公認で奈良県選挙区から出馬し、初当選
- 2003年9月25日 - 外務大臣政務官
- 2006年9月28日 - 参議院文教科学委員長
- 2007年3月9日 - 参議院議員辞職
  - 4月8日 - 奈良県知事選挙に出馬し、当選
- 2011年4月10日 - 奈良県知事選挙で再選
- 2015年4月12日 - 奈良県知事選挙で3選
- 2019年4月7日 -  奈良県知事選挙で4選
- 2023年4月9日 -  奈良県知事選挙で落選
  - 5月2日 -  任期満了に伴い奈良県知事を退任[38]

## 選挙歴
| 当落 | 選挙                     | 執行日         | 年齢 | 選挙区       | 政党       | 得票数     | 得票率 | 定数 | 得票順位 /候補者数 | 政党内比例順位 /政党当選者数 |
| ---- | ------------------------ | -------------- | ---- | ------------ | ---------- | ---------- | ------ | ---- | ------------------ | ---------------------------- |
| 当   | 第19回参議院議員通常選挙 | 2001年07月29日 | 56   | 奈良県選挙区 | 自由民主党 | 28万2305票 | 43.88% | 1    | 1/5                | /                            |
| 当   | 2007年奈良県知事選挙     | 2007年4月8日   | 62   |              | 無所属     | 37万2747票 | 66.96% | 1    | 1/2                | /                            |
| 当   | 2011年奈良県知事選挙     | 2011年4月10日  | 66   |              | 無所属     | 29万2654票 | 50.76% | 1    | 1/3                | /                            |
| 当   | 2015年奈良県知事選挙     | 2015年4月12日  | 70   |              | 無所属     | 28万3432票 | 50.15% | 1    | 1/4                | /                            |
| 当   | 2019年奈良県知事選挙     | 2019年4月7日   | 74   |              | 無所属     | 25万6451票 | 47.54% | 1    | 1/3                | /                            |
| 落   | 2023年奈良県知事選挙     | 2023年4月9日   | 78   |              | 無所属     | 9万7033票  | 16.18% | 1    | 3/6                | /                            |

## 所属団体・議員連盟
- 奈良県日中友好協会（名誉会長）[39]
- 奈良県吹奏楽連盟（名誉会長）[40]